# 贛菜
贛菜，又稱江西菜，是中国菜主要菜系之一，在中国菜中占有较高地位。赣菜滋味浓厚，色香俱全，油而不腻，咸鲜微辣，擅长烧、炒、炖、煨、焖、蒸等烹调方法，以三杯鸡、粉蒸肉、剥皮菊花心、红酥肉、双层肚丝、文山鸡丁、四星望月等菜最具代表性。赣菜风格统一而流派众多，山珍土产富有特色，以豫章平原、饶信流域、吉泰盆地、盱江河谷为四大中心。

## 主要特色
江西地處長江南岸，贛內多江河湖泊，氣候溫潤潮濕，因而江西人的飲食習慣偏愛香辣鹹鮮等浓烈口味。由於江西農業發達，物產豐富，因此江西菜重點選用江西本地特產，如南昌藜蒿、廣昌通心白蓮、南豐蜜桔、南安板鴨、泰和烏骨雞、萬載三黃雞、婺源荷包紅鯉魚、南昌米粉、峽江米粉、廬山「三石」（石耳、石魚、石雞）、鄱陽湖銀魚等等。

## 三大流派
贛菜自古有「嘉蔬精稻，擅味八方」之稱，其主要包括南昌、九江、贛南三大地方流派。三者之間具有贛菜的共同特徵，即味濃油重、主料突出，注重保留原汁原味。口味上偏好鮮、香、辣，質地上講究酥、脆、嫩，技法上常用燒、燜、蒸、炆、炒。如贛菜名餚「三杯雞」即以燒和燜為主，「清蒸荷包紅鯉魚」及「清燉武山雞」則是以蒸和炆見長，「贛州小炒魚」更是「炒出」的特色。
三者之間也有各自的地方特色。南昌菜融本地特色和贛省內食材為一體，注重變化創新、品種多元，名菜有如「乾燒豬腳」、「海參眉毛圓子」、「三杯雞」、「流浪雞」等。九江菜擅長利用鄱陽湖的時鮮，烹製魚、蝦、蟹等水產，講究菜餚的清鮮軟嫩，名菜有如「春菜黃牙魚」、「潯陽魚片」、「繡球魚圓」等。贛南菜則注重刀工，講究菜餚的色鮮、汁濃、質稠、味醇，名菜有如「爆滿山紅」、「白澆鱅魚頭」、「雙魚過江」、「糯米雞」等。贛南菜還猶好食魚，「小炒魚」、「魚餅」、「魚餃」有「贛州三魚」之稱。

## 名菜
| - 醬燒野鴨 - 腐醬肉皮 - 烏雲追白雲 - 三絲魚翅 - 怪味玉兔肉 - 白玉黃蜂肉 - 乾燒豬腳 - 金相玉 - 釀肉皮 - 觀音坐蓮 - 荷花芙蓉豆腐 - 燒腳魚 - 砂缽魷浪雞 - 海肚 - 水晶肉丸 | - 五香醬鴨 - 十香鴨子 - 三杯雞 - 魚頭魚尾燒豆腐 - 香質肉 - 連皮菊花心 - 蛙式青魚 - 蛋皮魚卷 - 砂鍋“肉蛋” - 炒雙層肉 - 熏五香兔肉 - 流浪雞 - 水晶蜜桔 - 槌魚 - 廬山雲霧熏石雞 | - 天星蛋 - 雙魚過江 - 信豐雞 - 五香鴿子 - 陳皮兔 - 紅酥肉 - 子薑炒子鴨 - 福壽全雞 - 清蒸頭尾 - 活豆腐 - 文山雞丁 - 志士肉 - 家鄉肉 - 四寶菠菜 - 海參眉毛肉丸 | - 桔羹湯圓 - 葵花蓮子 - 桂花魚皮 - 炒魚絲 - 金絲蹄膀 - 清燉武山雞 - 白澆鱅魚頭 - 鰍魚鑽豆腐 - 廬山石耳清蒸雞 - 繡球魚丸 - 小炒魚 - 藜蒿炒臘肉 - 鄱陽湖獅子頭 - 春菜黃牙魚 - 枇杷肉圓 |

## 特色菜
| - 群鳳迎賓 - 蝴蝶鮑魚 - 蛋包鴿丁 - 白松鴨 - 炸鵝頸 - 炒血鴨 - 糯米雞軟 - 凍蝦仁肉圓 - 雞火蹄燕 - 酥炸石雞腿 - 葵花雞凍 - 花椒蝦珠 - 辣椒魚 - 什錦臘味松 - 酸辣萵筍 - 椒鹽肘子 - 腳魚燒七層 - 紅拉雞 - 生燜鴨 - 爆滿山紅 | - 清燉石雞 - 清湯魚脆 - 潯陽魚片 - 松仁鴿脯 - 四香狗肉 - 雞辣蹦 - 雞茸鴿蛋 - 骰子腦髓 - 青龍卷 - 金玉滿堂 - 酥四樣 - 糖醋千張 - 雙色蛋菇 - 脆皮石魚卷 - 豫章酥鴨 - 群龍過海 - 酸甜菜花 - 甜椒肉絲 - 麻油火雞腎 - 焦頭筍 | - 桂元雞 - 弋陽雞 - 明月魚 - 南煎雞排 - 冬筍乾燒肉 - 辣油目魚 - 菱汁豇豆 - 螺旋臘肉 - 香芋虎掌菌 - 生魚裙邊 - 紅油萵筍絲 - 蝦仁辣白菜 - 炒肉絲拉皮 - 花椒雞 - 珍珠蝦仁 - 炒野鴨脯 - 櫻桃肉凍 - 家鄉豆腐 - 涼黃豆芽 - 凍米肉丸 | - 酸辣黃瓜 - 萁菜蝦卷 - 玉帶雞卷 - 珍珠粉 - 興國豆腐 - 杏仁排骨 - 酸菜燒野鴨 - 粉皮拌腰片 - 雀菜雞絲 - 雙層肚絲 - 香辣百葉 - 紅椒釀肉 - 銀魚炒藕絲 - 老薑雞湯 - 冬筍炒臘肉 - 雲耳炒仔雞 - 炒勺子肉 - 洪挪雞 |

## 家常菜
| - 鍋鹵子雞 - 金蔥燒野鴨 - 醃毛蟹 - 乾牛肚嶺 - 八卦茄魚丁 - 荷葉包鴨 - 辣味鹹魚 - 蟹黃魚肚 - 醬汁肘子 - 辣子魚塊 - 乾煸四季豆 - 芝麻肉絲 - 紅燒牛肚 | - 熟炒肚尖 - 炒毛蟹 - 乾燒桂魚 - 紅燒牛蹄筋 - 家鄉牛肉 - 麻辣牛肚 - 興國米粉魚 - 黃瓜肚尖 - 金絲瓜卷 - 荷包青椒 - 芝麻扁豆 - 鹽水牛腱 - 炸牛裏脊 | - 炒魚豆 - 炒兔絲 - 荷包紅鯉魚 - 松花皮蛋 - 家常鯽魚 - 三鮮卷粉 - 熟燴蝦仁 - 炒鱔魚 - 栗子燜肉 - 小炒牛肉 - 鹹魚茄子煲 - 酸辣湯 - 回鍋肉 | - 牛肉炒粉 - 涼拌粉絲 - 油酥花生米 - 核桃兔丁 - 熗海雜拌兒 - 椒鹽茄夾 - 青紅椒炒牛肚 - 酸辣臊子蹄筋 - 番茄豆腐炒肉片 - 豉油杭椒 - 韭黃炒掐菜 - 熗拌腰花 |

## 外部連結
- 江西省烹飪協會